# Anse Galet River
Der Anse Galet River ist ein kurzer Fluss an der Westküste der Karibikinsel St. Lucia.

## Geographie
Der Fluss entspringt im Westen der Insel im dünnbesiedelten Zentrum des Quarters Anse-la-Raye. Sein Einzugsgebiet liegt zwischen den beiden größeren Anse Cochon River (im Süden) und Grande Rivière de l’Anse La Raye. Er verläuft nach Nordwesten und mündet in der Anse Galet ins Karibische Meer.